# WKDワルシャワ・シルドミエシチェ駅
WKDワルシャワ・シルドミエシチェ駅（ワルシャワ・シルドミエシチェえき、Warszawa Śródmieście WKD）は、ポーランド・ワルシャワ市シルドミエシチェ区にあるワルシャワ通勤鉄道（WKD）の鉄道駅。ワルシャワ通勤鉄道線のターミナル駅である。
同名のポーランド国鉄ワルシャワ・シルドミエシチェ駅は、およそ500mほど東方向に離れている。

## 駅構造
1面1線の半地下構造である。
ホーム途中部分にポイントがあり、1つのホームを2分割運用しているので列車の到着・降車と出発は同時に出来る。

## 駅周辺
- ワルシャワ中央駅
- ワルシャワ市電 ドヴ・ツェントラルニ停留所（Dw. Centralny） - 東西方向に走る7・8・9・22・24・25番系統、南北方向に走る10・16・17・33番系統[1]
- ヨハネ・パウロ2世通り （Aleja Jana Pawła 2）